# Arbeidsfactor

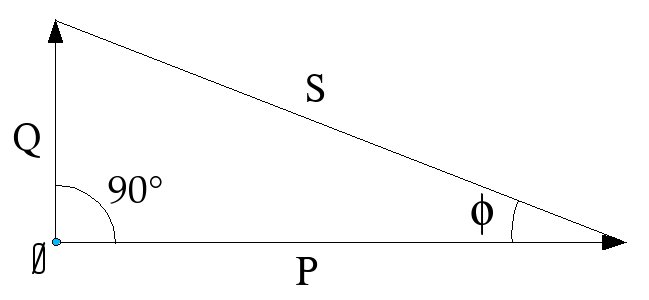
Arbeidsfactor tussen werkelijk vermogen (P) en het schijnbaar vermogen (S)

De arbeidsfactor of vermogensfactor is de verhouding tussen het werkelijke vermogen en het schijnbare vermogen in een wisselspanningsinstallatie.
Het schijnbare vermogen {\displaystyle S} is het product van de effectieve waarde {\displaystyle U_{\rm {eff}}} van de elektrische spanning en {\displaystyle I_{\rm {eff}}} van de elektrische stroomsterkte, en wordt uitgedrukt in de eenheid voltampère:
{\displaystyle S=U_{\rm {eff}}\cdot I_{\rm {eff}}}
Het werkelijke vermogen {\displaystyle P} is de per tijdseenheid overgebrachte hoeveelheid energie, het deel van het vermogen dat daadwerkelijk wordt omgezet in warmte en arbeid. Het wordt uitgedrukt in watt (W):
{\displaystyle P={\frac {\mathrm {d} E}{\mathrm {d} t}}}
In een gelijkstroomcircuit is het werkelijke vermogen gelijk aan het product van de spanning en de stroomsterkte:
{\displaystyle P=U\cdot I}
In een wisselspanningcircuit met alleen een ohmse impedantie geldt een dergelijke relatie voor de effectieve waarden:
{\displaystyle P=S=U_{\rm {eff}}\cdot I_{\rm {eff}}}
Is er ook een niet-ohmse (reactieve) component van de impedantie, dan is er een faseverschil tussen spanning en stroom, of ook is er een afwijking als gevolg van het niet-sinusvormig karakter van spanning of stroom.

## Faseverschil
Als de stroom en de spanning (bij benadering) een sinusvorm hebben, wordt de arbeidsfactor bepaald door het faseverschil {\displaystyle \varphi } tussen de stroom en de spanning. Het werkelijke vermogen wordt dan gegeven door
{\displaystyle P=S\,\cos(\varphi )=U_{\rm {eff}}\cdot I_{\rm {eff}}\cdot \cos(\varphi )}
Dit is als volgt aan te tonen: stel dat de stroomsterkte als functie van de tijd gegeven wordt door
{\displaystyle i(t)=I\,\cos(\omega t)}
en de spanning door
{\displaystyle u(t)=U\,\cos(\omega t-\varphi )},
waar ω de hoekfrequentie van het signaal is, in rad / s.
Het werkelijke vermogen als functie van de tijd is nu
{\displaystyle p_{w}(t)=u(t)i(t)=U\cdot I\,\cos(\omega t)\cos(\omega t-\varphi )=U_{\rm {eff}}\cdot I_{\rm {eff}}\cdot \cos(\varphi )(1+\cos(2\omega t))}
Het werkelijke vermogen {\displaystyle P} is het gemiddelde over een periode {\displaystyle T} van dit vermogen als functie van de tijd:
{\displaystyle P=\int _{0}^{T}p_{w}(t)\mathrm {d} t=U_{\rm {eff}}\cdot I_{\rm {eff}}\cdot \cos(\varphi )}
De arbeidsfactor is dus
{\displaystyle {\frac {P}{S}}=\cos(\varphi )}
De arbeidsfactor is gelijk aan 0 als de signalen 90° in fase verschillen.

## Vervorming
Het bovenstaande geldt alleen als stroom en spanning precies sinusvormig zijn. Een andere oorzaak van een niet-ideale arbeidsfactor is de vervorming van het signaal. Wanneer stroom en spanning niet precies sinusvormig zijn en niet exact dezelfde vorm hebben, zal de arbeidsfactor ook kleiner dan 1 zijn. Doordat het signaal ook harmonischen bevat, is er geen sprake van een duidelijk faseverschil {\displaystyle \varphi }, en zal de arbeidsfactor niet van de vorm {\displaystyle \cos(\varphi )} zijn. De arbeidsfactor (PF) kan in dat geval worden berekend met:
{\displaystyle PF={\frac {\cos \varphi }{\sqrt {1+THD^{2}}}}}
Hier staat THD voor de totale harmonische verstoring (total harmonic distortion). Dit is de som van alle harmonische componenten van de spanning of stroom afgezet tegen de (sinusvormige) grondvorm van spanning of stroom. De THD wordt aangegeven in procenten. Hoe hoger het percentage, hoe meer harmonische vervuiling. Dit soort vervormingen kan optreden bij niet-lineaire belastingen, zoals gelijkrichters en omvormers.

## Gevolgen
Het belangrijkste gevolg van een arbeidsfactor kleiner dan 1 is dat de elektrische stroom hoger is dan strikt noodzakelijk voor het overbrengen van het getransporteerde vermogen. Dit kan tot grotere transportverliezen leiden in het lichtnet en het hoogspanningsnet, tenzij de blindstroom lokaal kan worden gehouden in bijvoorbeeld een condensatorbank. Omdat de dikte van een koperdraad slechts de toelaatbare stroom bepaalt, zijn er vaak eisen gesteld aan de arbeidsfactor van (grote) elektrische apparaten, of wordt er zogenaamde cos φ-compensatie toegepast, zodat het transporteerbare nuttige vermogen over het beschikbare net wordt gemaximaliseerd.